# Acadèmia Palatina

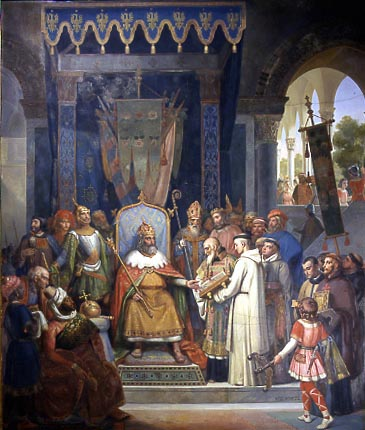
Alcuí i altres clergues presenten manuscrits a Carlemany al Palau d'Aquisgrà, davant la seva cort (pintura històrica de Jean-Victor Schnetz, 1830).

L'Acadèmia Palatina o Schola palatina en llatí fou l'escola fundada per l'emperador Carlemany al palau de la seva capital, Aquisgrà, durant el denominat Renaixement carolingi, un període de floriment intel·lectual durant l'alta edat mitjana. L'Escola Palatina era part del pla de Carlemany de fer renéixer la cultura per enfortir el seu imperi. Es convertí en el centre educatiu de més renom de l'època i serví d'exemple per a la creació d'altres escoles.

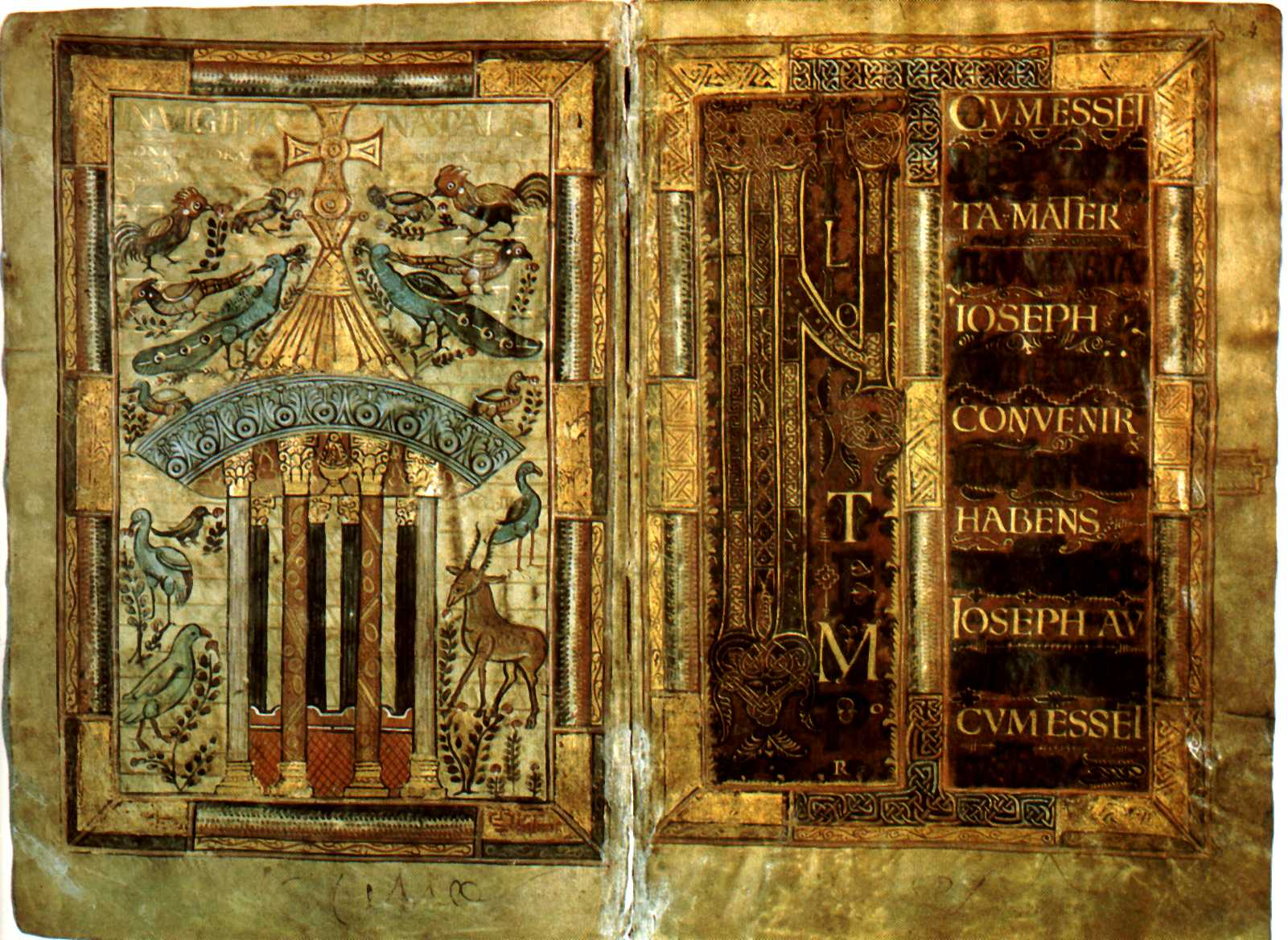
Evangeliari de Godescalc, en què treballà l'il·luminador Godescalc de lscriptorium d'Aquisgrà, entre el 781 i el 783. Conté un poema, escrit en minúscula carolíngia, sobre el viatge de Carlemany a Itàlia el 781, en què precisament reclutà Alcuí.

Fou dirigida, des del 782 dC, per Alcuí de York, un clergue procedent de Britànnia, que comptà amb l'ajut d'alguns dels més prestigiosos savis de la Cristiandat llatina: els irlandesos Josep Escot, Climent d'Irlanda, Cruindmel, Donat de Fiesole i Dungal, els francs Adalard de Corbie i Angilbert, els longobards Pau el Diaca, Pere de Pisa i Paulí d'Aquileia; Teodulf d'Orleans, que substituí Alcuí el 796, o Einhard, que fou alumne de la pròpia escola des del 791 i arribà a ser íntim col·laborador de Carlemany i del seu successor, Lluís I el Pietós, fins a la crisi imperial del 803. És precisament Einhard la principal font sobre l'Acadèmia Palatina, a través de la seva Vita Karoli Magni.
Cap de les dependències del palau no era un local fix de l'Acadèmia, tot i que hi havia una biblioteca i un scriptorium que produí manuscrits i servia d'arxiu i escola d'escriptura, on treballava un equip de copistes. Carlemany convocava els professors en qualsevol lloc de la seva elecció (àdhuc la piscina o el menjador) perquè li recitessin poemes o li informessin d'algun afer. El grau d'instrucció del propi emperador com a alumne de la seva pròpia escola no és del tot clar. Algunes fonts el presenten com un complet illetrat, i d'altres assenyalen les seves dificultats per escriure en llatí.
Alcuí definí diversos ordines dins del personal a càrrec seu: sacerdotes Christi, medici, versifici, scriptores. Cada orde estava dirigit per un magister.
L'Acadèmia Palatina educava els fills de l'emperador i els nutritii, els fills de l'aristocràcia que es criaven al palau.
El pla d'estudis que se seguia era el trivium et quadrivium definit a les Institucions de Cassiodor (retòrica, gramàtica i dialèctica; geometria, astronomia, aritmètica i música). S'empraven també texts de Marcià Capel·la, Boeci, Isidor de Sevilla i Beda el Venerable.

## Escoles carolíngies
Carlemany emeté el 787 dC una carta a tots els bisbes i abats de l'Imperi per a la generalització del model de la seva Acadèmia Palatina a catedrals i monestirs, afer en què insistí al Concili d'Aquisgrà el 789 dC.

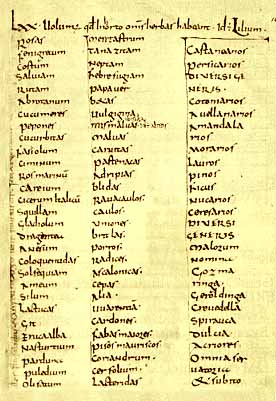
Capitulare de villis, atribuït a Alcuí i al propi Carlemany en col·laboració.

Raban Maur, que no es vinculà directament amb Aquisgrà, tot i que sí que conegué Alcuí a Tours, establí escoles semblants al monestir de Fulda i al bisbat de Magúncia, així com a Solenhofen, Celle, Hirsfeld, Petersburg i Hirschau, a més d'influir en les de Reichenau i Saint Gall, que estigueren sota la responsabilitat de Waldo de Reichenau. A la zona occidental de l'Imperi (el futur Regne de França), a més de Tours (on es retirà Alcuí), hi havia escoles a Reims, Auxerre, Laon i Chartres, anteriors totes elles a la de París, on ensenyà Climent d'Irlanda. Al nord d'Itàlia, a Pavia i Bobbio. Posteriorment, a la zona de Flandes es crearen les d'Utrecht, Lieja i Saint Laurent.